# Mona Best
Mona Best, nacida Alice Mona Shaw (Delhi, 3 de enero de 1924; Liverpool, 9 de octubre de 1988) fue una empresaria musical indo-británica conocida por haber creado el Casbah Coffee Club de Liverpool, uno de los lugares clave en el nacimiento de Los Beatles, banda de la cual, uno de sus hijos, Pete Best, fue su primer baterista. Fue pareja de Neil Aspinall, road manager y un asistente personal de los Beatles.

## Biografía
Alice Mona Shaw nació el 3 de enero de 1924 en Delhi, India, cuando esa nación había sido ocupada y reducida al rango de colonia, por el Imperio Británico. Su padre, Tomas Shaw, era un oficial del ejército británico de ocupación. Fue la menor de cuatro hijos, precedida por Brian, Patrick y Aileen. En 1941, ya iniciada la Segunda Guerra Mundial y cuando contaba con 17 años, estableció una relación amorosa con Donald Peter Scanland, un ingeniero de la marina de guerra, fruto de la cual tuvo a su primer hijo, Randolph Peter "Pete" Scanland, nacido el 24 de noviembre de 1941. Donald moriría en el curso de la guerra.
Mona ingresó como enfermera a la Cruz Roja. Allí conoció a un oficial del ejército, Johnny Best, cuya familia se dedicaba a los negocios deportivos y había llegado a ser propietaria del Estadio de Liverpool. Best era instructor físico del ejército británico y se había destacado como boxeador, consagrándose campeón de peso medio del ejército. Mona y Johnny se casaron el 7 de marzo de 1944 en Mumbai. Johnny adoptó a Pete, el hijo de Mona, dándole su apellido, y ambos tuvieron un segundo hijo, Rory Best, nacido en enero de 1945. En ese momento la guerra entraba en su último año y la lucha por la independencia de India se consolidaba con el movimiento Abandonen la India, haciendo inevitable la retirada británica para poner fin a más de un siglo de dominación imperial, concretada en 1947. La familia Best fue parte de la retirada británica de India, partiendo hacia Liverpool en diciembre de 1945.

## Radicación en Liverpool

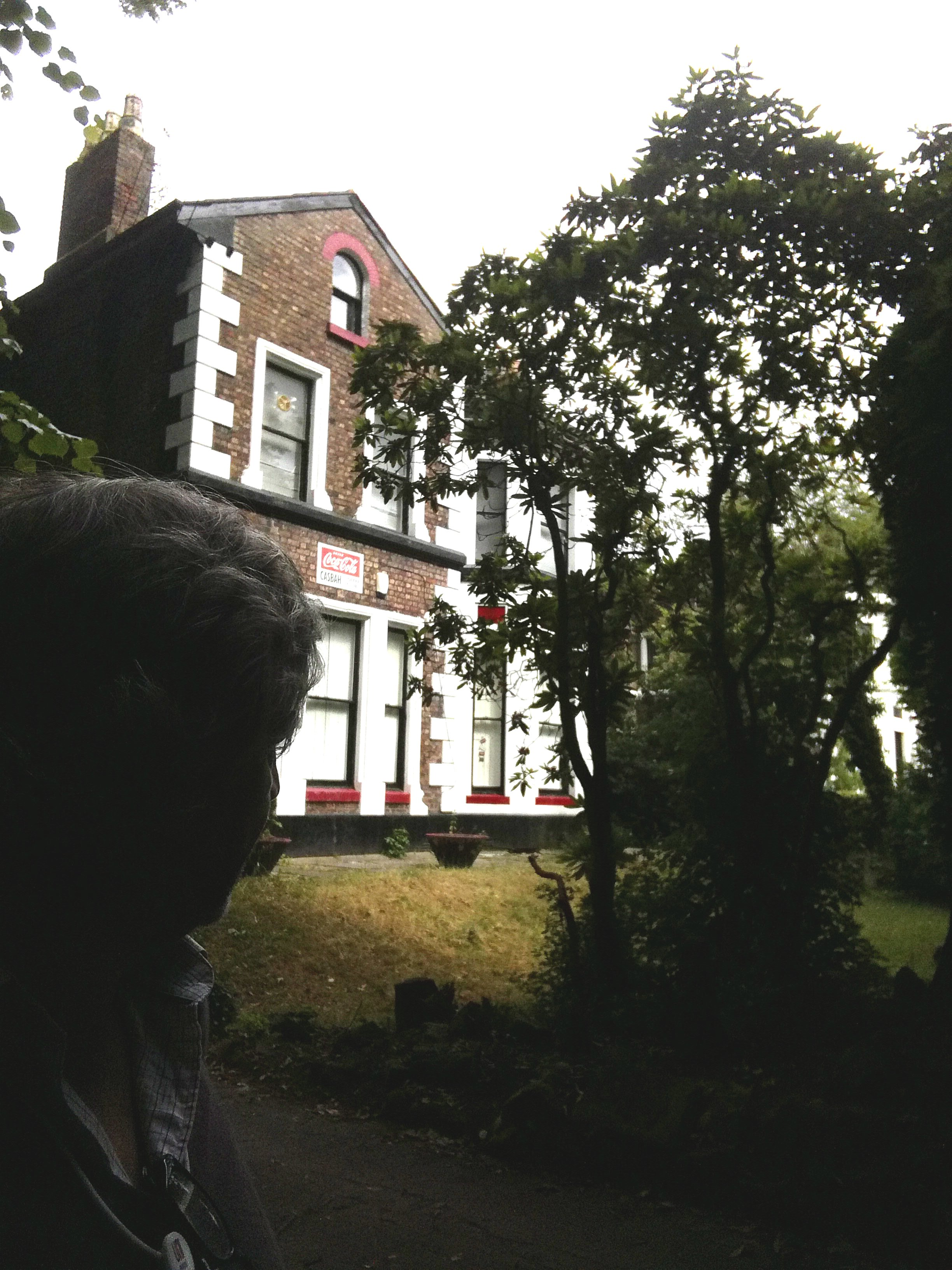
La casona victoriana en 8 Hayman's Green, en West Derby, Liverpool.

Luego de haberse tenido que ir de India, Mona Best y su familia se radicaron en 1945 en Liverpool, donde los familiares de John Best tenía fuertes influencias en toda la región del Merseyside. Luego de vivir unos meses en la casona familiar de West Derby, la familia se instaló primero en una pequeña casa ubicada en Cases Street, luego a otra casa de tres dormitorios ubicada en Princess Drive. Mona convenció entonces a sus padres a dejar India e irse a vivir con ella a su casa de Liverpool. En 1948 volvieron a mudarse a una casa ubicada en 17 Queenscourt Road, donde permanecerían hasta 1957.
En 1954 había salido a la venta una gran casona victoriana en 8 Hayman's Green. Los Best no tenían el dinero para comprarla, pero según el relato familiar Mona empeñó todas sus joyas y las apostó a un caballo llamado Never Say Die (Nunca digas Muerto, equivalente a Nunca te des por vencido), montado por Lester Piggott en el Epsom Derby de 1954, que ganó pagando 33-1. Con ese dinero habría comprado la casa tres años después.
La casona de 8 Hayman's Green había pertenecido a la Asociación de Clubes del Partido Conservador, había sido construida cerca de 1860, estaba alejada de la calle y tenía 15 dormitorios, con un acre de terreno (4000 m²). Mona decoró el living con el estilo oriental que la rodeaba en India.

## El Casbah Coffee Club

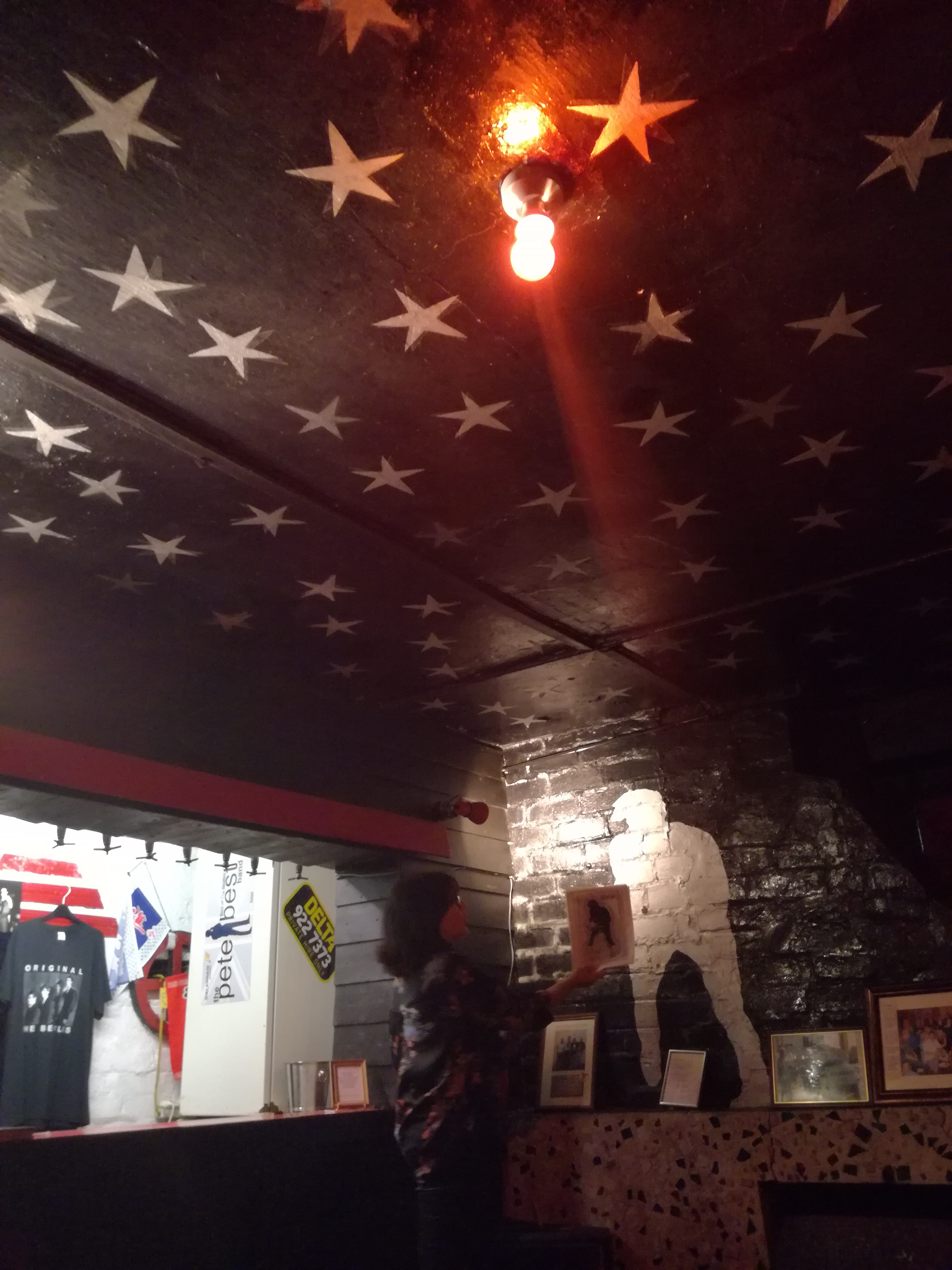
La zona del bar, en el Casbah. Las estrellas del techo fueron pintadas por John Lennon y la silueta de John en blanco fue pintada por Cynthia Powell.

En los años finales de la década de 1950, los hijos de Mona ya eran adolescentes, en un momento que estallaba entre los jóvenes el rock and roll. Mona tuvo entonces la idea de abrir un club musical en su sótano, para sus hijos y amigos, al estilo del 2i's Coffee Bar, del barrio del Soho, en Londres, considerado como lugar de nacimiento del rock británico. Por entonces los clubs musicales del Liverpool, como The Cavern, solo permitían que se interpretara música de jazz. Por otra parte, los pubs de entonces eran ámbitos casi exclusivamente pensados para hombres adultos, mientras que las mujeres adultas se reunían en las casas de té. En esas condiciones se generalizó en Inglaterra la instalación de cafés con máquinas para hacer café expreso (capuccino bars), orientados a la generación de adolescentes que estaba surgiendo, que se convirtieron en un imán para los jóvenes guitarristas de skiffle.
Mona organizó el club para adolescentes, estableciendo una membresía anual de media corona, sin bebidas alcohólicas, sirviendo Coca Cola, snacks, tortas y café preparado con una máquina de café expreso, que ningún otro club de la ciudad tenía por entonces. La música se tocaba con un pequeño tocadiscos de marca Dansette, amplificado con un parlante de tres pulgadas.

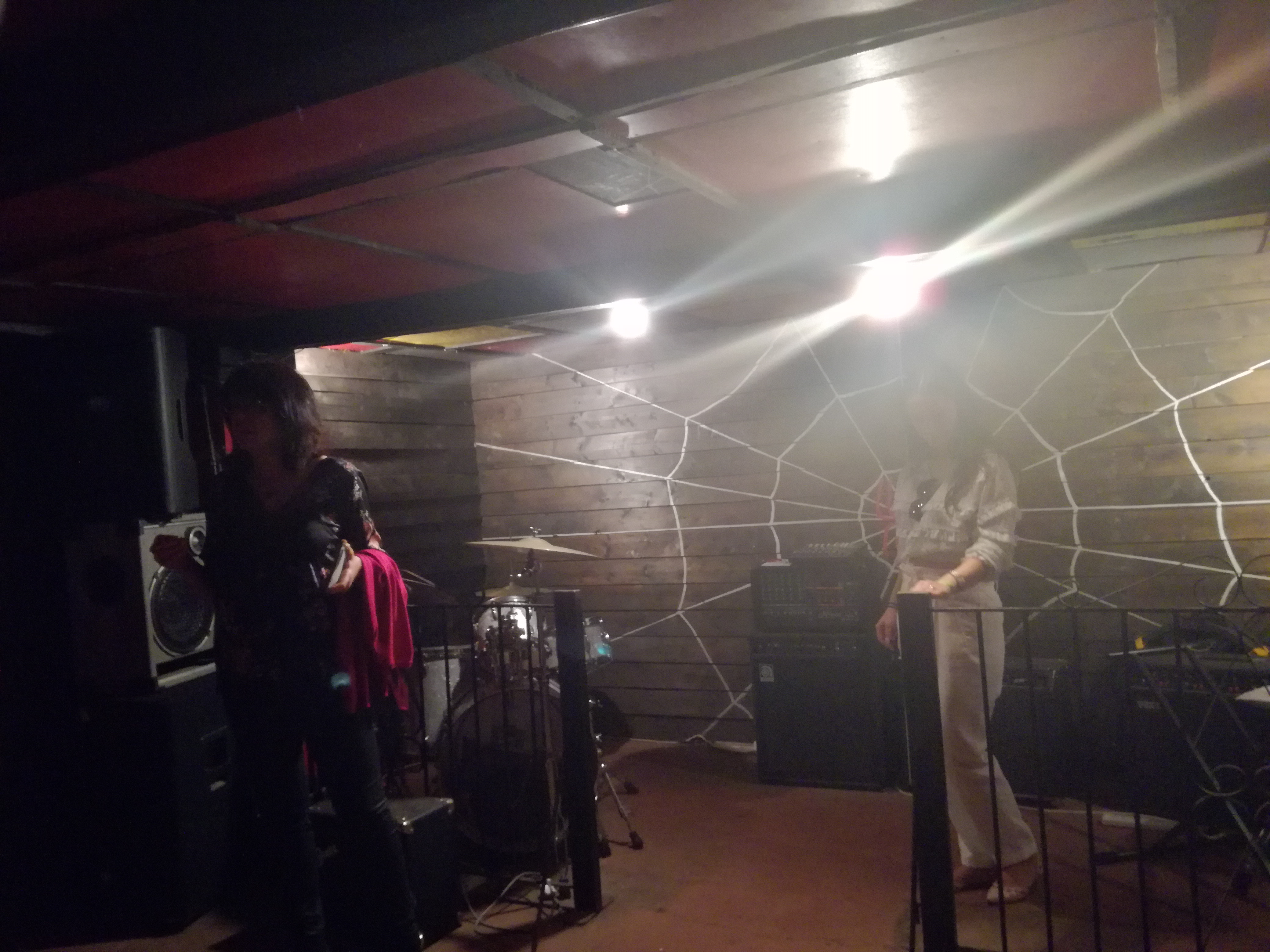
Escenario del Casbah donde Los Beatles hicieron su presentación.

Para la inauguración del club, Mona Best contrató a The Quarry Men, una banda escolar que integraban John Lennon, Paul McCartney y George Harrison, acompañados en esas presentaciones por Ken Brown.
Mona consiguió también que los cuatro jóvenes, terminaran de pintar el sótano, con estrellas, símbolos aztecas, un arco iris, una tela de araña y un dragón. Cynthia Powell, por entonces novia de John, pintó una silueta de John tocando la guitarra, en blanco sobre el fondo negro. Todas esas imágenes aún se encuentran en el Casbah.

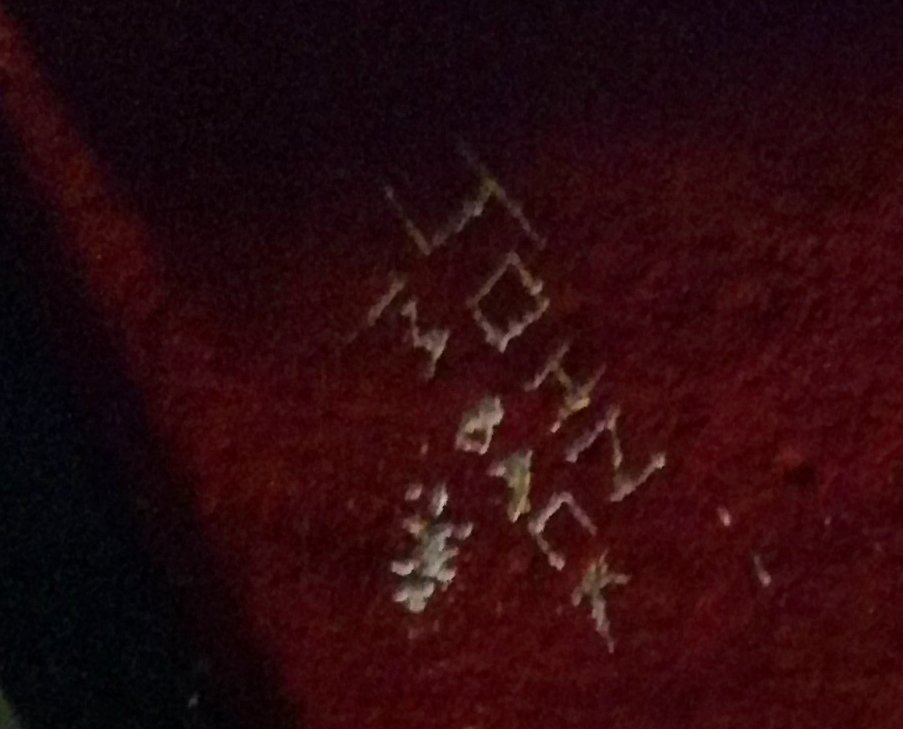
"John I'm back", inscripción de John Lennon en el techo del Casbah, luego de que Los Beatles regresaran de Hamburgo en diciembre de 1960.

La inauguración fue el 29 de agosto de 1959. El Casbah había vendido 300 tarjetas de membresía. Utilizaron un solo micrófono conectado al pequeño sistema de megáfonos que tenía el sótano en las distintas habitaciones. Debido al éxito de su presentación inicial, Mona Best contrató a los Quarry Men como banda permanente del club, debiendo presentarse todos los sábados.
Al llegar octubre Los Quarry Men se aprestaron a realizar su séptima presentación semanal, pero Brown se encontraba con gripe y no estaba en condiciones de tocar, razón por la cual Mona lo envió a una de las habitaciones de la casa para que se metiera en la cama. Cuando llegó el momento del pago, Lennon, McCartney y Harrison pretendieron cobrar también la porción que le correspondía a Brown, que no había tocado. Debido a que Mona se opuso a ello, los tres jóvenes se enojaron y dieron por terminado el acuerdo con el Casbah.
Por ese entonces, Pete Best contaba con 18 años y estaba estudiando en el Collegiate Grammar School. Entusiasmado con la posibilidad de tocar en una banda de rock and roll, convenció a su madre de que le comprara una batería. Poco después formó su propia banda llamada The Blackjacks, que también tocarían en el Casbah. Best incorporó a su banda a Chas Newby, Bill Barlow y Ken Brown, que había sido dejado de lado de los The Quarry Men, luego del incidente de la gripe.
Entre los músicos y bandas que actuaron en el Casbah se encuentran Colin Manley de The Remo Four, Cilla Black, Rory Storm and the Hurricanes, The Searchers y Gerry & The Pacemakers. The Black Jacks se volvieron la banda permanente del Casbah, aunque Los Quarry Men ocasionalmente también volvieron a tocar y frecuentaban asiduamente el club.

## Los Beatles
Fue en el Casbah Club que Lennon y McCartney convencieron a Stuart Sutcliffe que comprara el bajo Höfner 500/5, modelo conocido en Europa como President, con el dinero que había ganado por la venta de sus obras en la exposición realizada en la galería de John Moores. Poco después adoptaban el nombre de The Beatles e incorporaban como baterista al hijo de Mona, Pete Best, con quien partieron hacia Hamburgo en agosto de 1960, donde la banda se foguearía y convertiría en profesional.
Al volver de Hamburgo en diciembre de 1960, Los Beatles, aún con su hijo Pete como baterista, volvieron a tocar en el Casbah, debutando el 17 de diciembre de 1960, convirtiéndose así en el primer lugar en que tocaron con ese nombre en Inglaterra, con Chas Newby como bajista, debido a que Stuart Sutcliffe había decidido quedarse en Hamburgo. En esos días Mona se convirtió en representante de hecho de Los Beatles. Mona fue quien gestionó la devolución de los equipos que habían quedado en Hamburgo, cuando Pete, McCartney y Harrison fueron deportados en noviembre de 1960.
A fines de 1961, cuando Allan Williams dejó de ser mánager de la banda, gestionó también algunas actuaciones en Liverpool, y una presentación de la banda en el canal de televisión Granada, que finalmente no prosperó. Finalmente estuvo presente como asesora durante el proceso en el que Los Beatles contrataron a Brian Epstein como representante, en una serie de reuniones que se realizaron en el Casbah en noviembre de 1961.
Luego de que Brian Epstein asumiera la representación del grupo, Mona continuó presente, presionando a Epstein al punto que este nunca se refería a ella por su nombre, sino que la mencionaba como ""esa mujer". Poco después, el 16 de agosto de 1962, en un episodio con múltiples versiones, su hijo Pete fue despedido de Los Beatles, causándole a ambos un enorme pesar. Mona diría al respecto:

[Pete] fue el manager antes de que Brian [Epstein] llegara, hizo las contrataciones y administró el dinero. Yo cuidé de ellos como amigos. Los ayudé mucho, les conseguí presentaciones, les presté dinero. Les di de comer cuando estaban hambrientos. Estaba mucho más atenta a ellos que sus propios padres.
Mona Best

Durante los años 1961 y 1962, Neil Aspinall se volvió uno de los mejores amigos de Pete Best, el hijo mayor de Mona que por entonces era baterista de Los Beatles. Aspinall era compañero de colegio secundario de Paul McCartney y George Harrison y desde 1959 había alquilado para vivir una habitación en la casa de Mona. Cuando Los Beatles comenzaron a tener éxito local, Pete le ofreció a su amigo comprar una camioneta para transportar a la banda y sus equipos, que lo convertiría en el ayudante personal histórico de Los Beatles y ejecutivo de Apple Records. En esos años, Aspinall, que entonces tenía 19 años, empezó una relación amorosa con Mona y fruto de esta relación, a fines de julio de 1962, nació su tercer hijo. El niño fue inscripto como hijo de su esposo Johnny, bajo el nombre de Vincent Roag Best.
Para entonces la membresía del club había ascendido a más de mil jóvenes, pero Mona se vi obligada a cerrar el Casbah el 24 de junio de 1962, debido a su divorcio y al nacimiento de su tercer hijo pocos días después. Ese día, Los Beatles fue el último grupo que tocó allí, luego de haberse presentado 37 veces.

## Luego del Casbah
Pocos días después del cierre del Casbah, su hijo Pete fue despedido de manera muy desagradable de Los Beatles, justo en el momento que la popularidad de la banda estallaba para convertirse en pocos meses en la más célebre de la historia de la música pop. Esas circunstancias alejaron a Mona Best del entorno de Los Beatles, hecho que llevó a minimizar y a veces a ignorar su importancia y el papel del Casbah en la historia de los "Fabulosos Cuatro".
Pese a ello, John Lennon volvió a acercarse a Mona Best en 1967, para pedirle prestadas las medallas militares de su padre con el fin de usarlas en las fotografías del sobre del álbum Sgt. Pepper's Lonely Hearts Club Band, donde Los Beatles vestidos con antiguos uniformes militares, parodiando a un ficticio Sargento Pimienta (Sgt. Pepper). Como agradecimiento, al devolverle las medallas, John le regaló a Mona la copa que Los Beatles recibieron por la cantidad de ventas de sus discos, entregada por la revista Cashbox, que aparece en la tapa del histórico álbum arriba de la letra "Ele", en la palabra "Beatles", escrita con flores.
Mona Best no volvió a verse involucrada en el mundo de los negocios pero preservó intacto el Casbah. Murió en Liverpool, el 9 de octubre de 1988, curiosamente el mismo día del nacimiento de John Lennon -para quien el nueve tenía un significado cabalístico-, a los 64 años, también curiosamente una edad paradigmática de la vejez para Los Beatles ("When I'm Sixty-Four").
En 2006, el ministro de Cultura David Lammy anunció que el sótano de la casona de Mona Best recibiría el Grado II en la lista de edificios protegidos y una placa azul, luego de que se realizara una recomendación en ese sentido por parte de English Heritage, la agencia inglesa de protección del patrimonio cultural de ese país. A raíz de ello el sótano fue abierto como una atracción turística en Liverpool, al igual que las casas de Paul McCartney y John Lennon, en Forthlin Road 20 y Menlove Avenue 251, respectivamente. El club se encuentra a 3,5 millas (5,6 km) del centro de Liverpool y solo puede visitarse con reservas previas.
McCartney ha sido citado diciendo, "Pienso que es una buena idea dejar que la gente conozca sobre El Casbah. La gente sabe sobre The Cavern, sobre varias de esas cosas, pero El Casbah fue el lugar donde todo comenzó. Nosotros ayudamos a pintarlo y arreglarlo. Lo veíamos como nuestro club personal."